# Nexus One
Nexus One era un teléfono inteligente de Google y funciona con el sistema operativo Android 2.1. El dispositivo es fabricado por la taiwanesa HTC Corporation y se encuentra disponible desde el 5 de enero de 2010. El 12 de diciembre de 2009 Google confirmó en una entrada de blog que había empezado a probar el terminal de forma interna.
El código de barras Código QR que se encuentra en la parte posterior del dispositivo lleva al sitio. https://web.archive.org/web/20091217014939/http://www.android.com/holidays/, el cual solo puede ser visitado desde el propio navegador del equipo.
El móvil fue lanzado al mercado el 5 de enero de 2010 a un precio inicial de 529 USD. Si bien el móvil será completamente libre, la primera compañía en ofrecer dicho móvil con un plan de contrato fue T-Mobile en Estados Unidos a un precio de 179 USD.
La familia del fallecido Philip K. Dick, autor de la obra ¿Sueñan los androides con ovejas eléctricas? en la que se basó la película Blade Runner, planteó demandar a Google por  llamar a su teléfono Nexus One, denominación similar a los androides aludidos tanto en la obra como en la película, el modelo Nexus 6. El sistema operativo del teléfono es llamado a su vez Android.

## Estados Unidos
El Nexus One fue lanzado al mercado el 5 de enero de 2010.